# Susan Akene
Susan Akene, née le 23 mars 1989, est une athlète nigériane.
Elle est médaillée d'or du relais 4 × 100 mètres aux Championnats d'Afrique d'athlétisme 2008 à Addis-Abeba.